# 席地而坐

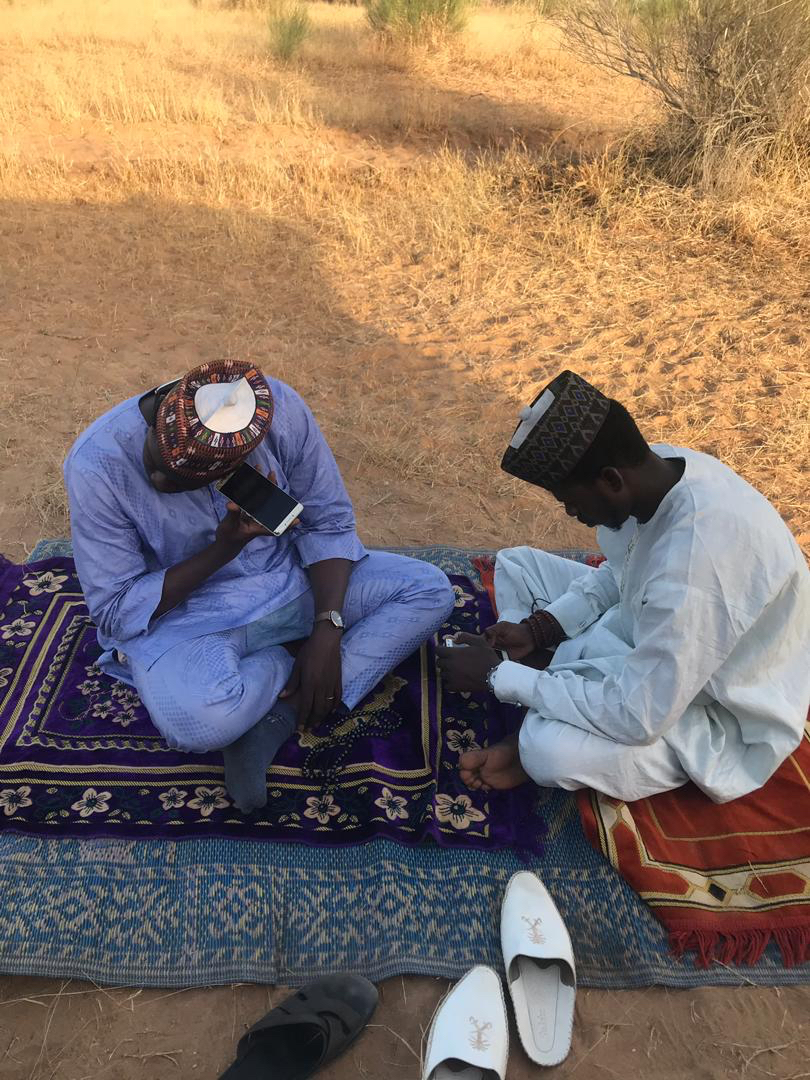
兩個尼日人趺坐在墊布上使用智慧型手機。

席地而坐或坐在地上指在沒有架高的情況下直接坐在地面，或坐在野餐墊或草席上，有別於坐在椅子、凳子、箱子、階梯、石頭等物體上。席地而坐包括幾種不同的姿式，如正坐和趺坐。在許多文化中席地而坐是傳統的坐法，或認為有特別的健康或超自然功效。在現代西方及中國社會中較少見席地而坐。

## 詞源
漢語「席地而坐」字面上的意思是在地上鋪席之後才坐，但現代用法也包括直接坐在地上。

## 各地歷史
在各種坐具發明以前，人們都是席地而坐。有些地方隨著凳子或椅子流行，人們漸漸不再席地而坐。

### 東亞

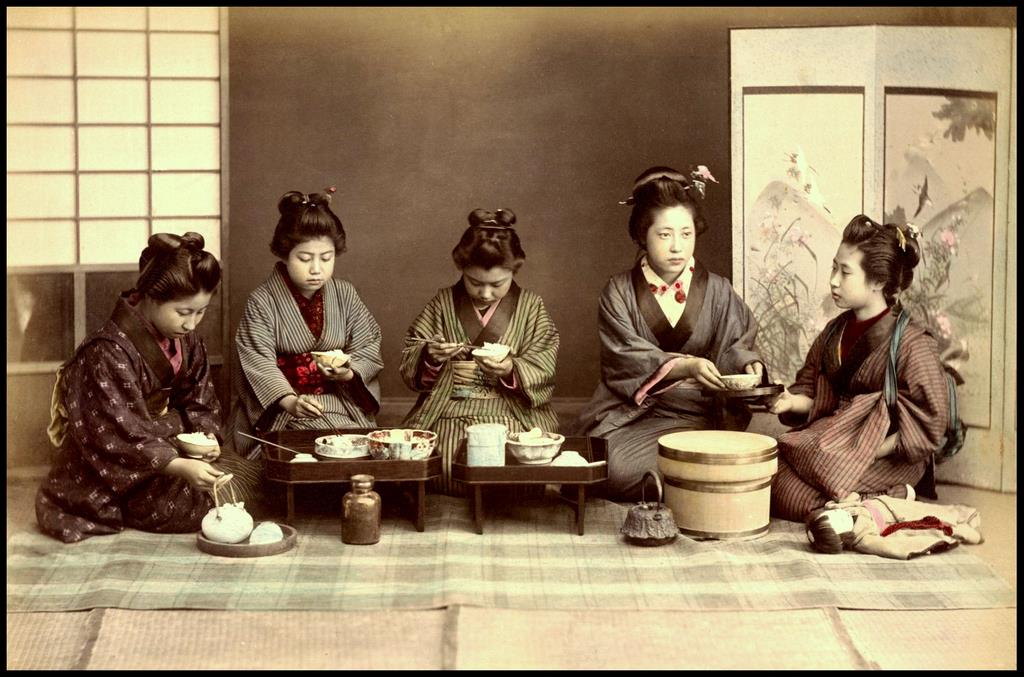
席地而坐的日本人。

中國古代多席地而坐，常見的坐姿包括正坐，即屈膝跪坐、趺坐，即盤腿而坐、以及箕踞，即兩腿前伸而坐。其中正坐是符合禮儀的坐姿，可能與華夏民族傳統服裝不著褲有關。
六世記的佛教壁畫和石刻中有出現椅子，但大多數人仍是席地而坐，到12世紀的宋朝起才流行起坐椅子。席地而坐的文化在中國如何被取代仍有爭議，主要的假說包括中國自己發明了椅子、凳子從中亞傳入、七世記的景教傳教士帶入坐具、或佛教僧人從印度帶入寺院家具。
台灣原住民大約在日治時代開始用椅子。
在日本、朝鮮半島、東南亞等地，席地而坐仍相對常見，例如和室中只有疊蓆或坐墊。

### 印度
在瑜珈傳統中有幾種不同的坐法，西元前300~100年的《知識奧義書》（दर्शन उपनिषत्）中列了包括簡易坐、金剛坐（वज्रासन）、蓮花坐（पद्मासन）等。瑜珈認為各種坐法有不同的健康功效或宗教意義。

### 美洲
在與歐洲人接觸之前，阿茲特克人大多也席地而坐，他們使用一種叫作petlatl的草席，只有皇帝或達官貴人會使用椅子。

### 西方

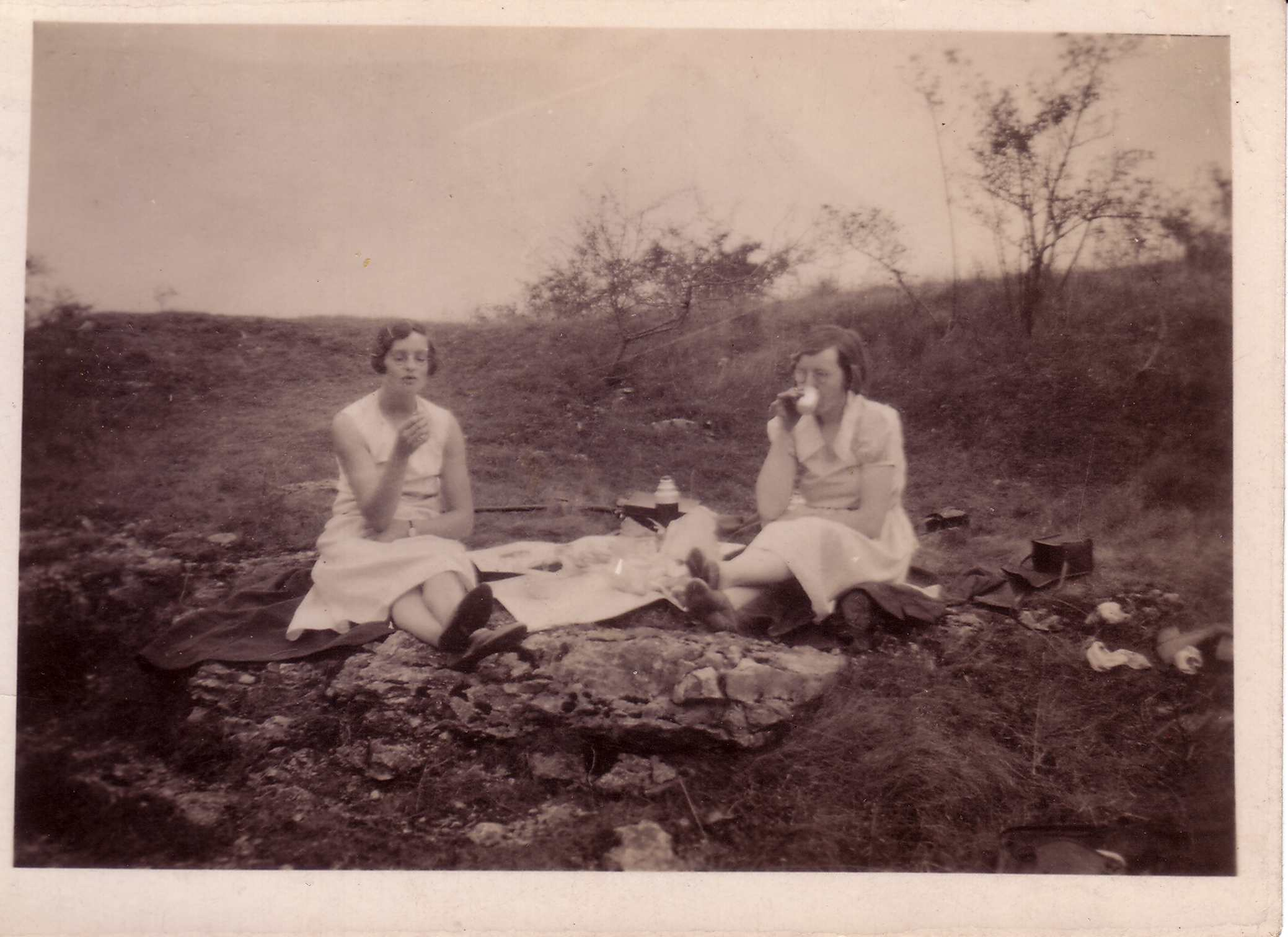
席地而坐的兩名歐洲女性（約1930年代）。

椅子和凳子大約出現在西元前3000年的古埃及和美索不達米亞，但不常使用，大多數人席地而坐，後來慢慢被凳子、箱子（後來發展成長凳）、以及椅子取代。西方在古典時代即轉變為以凳子為主要的坐具。椅子是財富和地位的象徵，上面往往有雕刻裝飾並鑲嵌象牙和黃金，地位越高椅子越高，大多數椅子遠比現今的低，有的只有25公分高。古希臘人大量使用四足凳（δίφρος）、折凳（δίφρος ὀκλαδίας）和躺椅（κλίνη）等等。大約16世記歐洲的凳子和箱子被椅子取代，但有些情境下椅子仍象徵地位，例如英國下議院和加拿大國會中只有議長有椅子坐 ，並且在英語中有一些組織的領導者會被稱為椅子（chair）。聖座（拉丁語：Sancta Sedes）原本也是指教宗的椅子。盤腿坐在現代歐洲語言裡有幾種不同的稱呼，包括「土耳其式」或「裁縫式」。

## 健康
坐姿與健康密切相關，長時間坐下對身體有許多危害，但少有研究比較席地而坐和其他坐姿。有許多研究發現瑜珈或打坐有益，但無法判斷這些助益是因為冥想、呼吸、還是席地而坐的姿式。

## 文化衝突
席地而坐的文化在有些地區或民族中被椅子取代，只在少數情況如野餐、打坐時才會出見，有時造成席地而坐被忽略或是排斥。

### 排斥

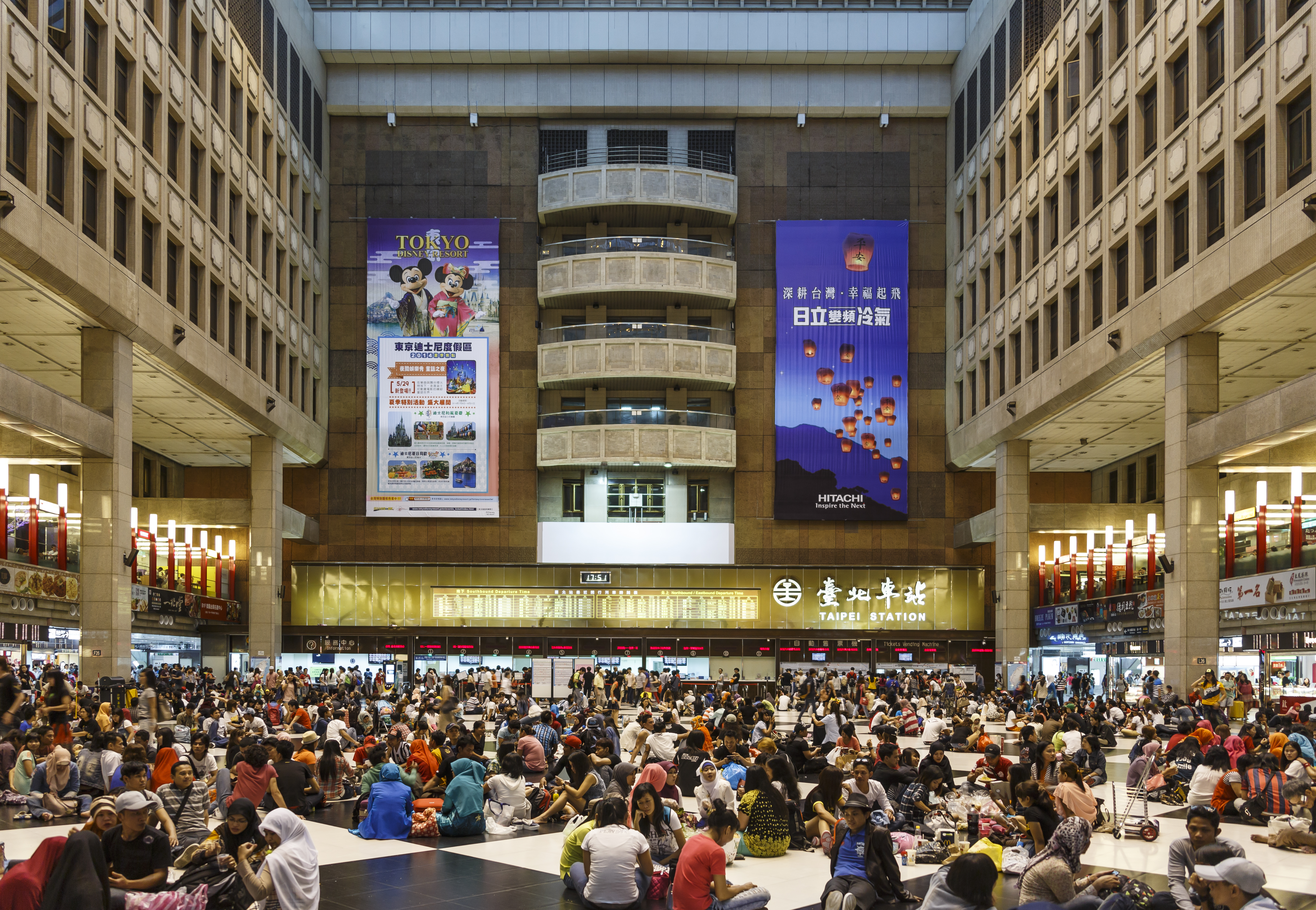
席地而坐在臺北車站大廳。

習慣椅子的人有時會認為席地而坐是落後或不雅觀的行為，例如21世紀初臺北車站大廳移除椅子後，形成了移工等人在此席地而坐的現象，有些人認為「有礙觀瞻」，希望禁止席地而坐，或是應提供椅子，另一個例子是柯文哲在等飛機時坐在地上，被認為是丟人現眼。

### 醫學量表
西方醫學發明的牛津髖關節量表未考慮到有些文化常使用正坐等需要大幅彎曲髖關節的動作，造成依賴該數據的醫學判斷失準。